# Philippe Bergeroo
Philippe Bergeroo (Ciboure, Francia, 13 de enero de 1954) es un exjugador y exentrenador de fútbol francés. En su etapa como jugador profesional se desempeñaba como guardameta.

## Selección nacional
Fue internacional con la selección de fútbol de Francia en 3 ocasiones. Ganó la Eurocopa 1984 y obtuvo el tercer lugar en la Copa del Mundo de 1986, sin haber jugado en ninguna de las dos competiciones.

### Participaciones en Copas del Mundo
| Mundial                        | Sede   | Resultado    | Partidos | Goles |
| ------------------------------ | ------ | ------------ | -------- | ----- |
| Copa Mundial de Fútbol de 1986 | México | Tercer lugar | 0        | 0     |

### Participaciones en Eurocopas
| Copa          | Sede    | Resultado | Partidos | Goles |
| ------------- | ------- | --------- | -------- | ----- |
| Eurocopa 1984 | Francia | Campeón   | 0        | 0     |

## Equipos

### Como jugador
| Equipo               | País    | Año       |
| -------------------- | ------- | --------- |
| Girondins de Burdeos | Francia | 1971-1978 |
| Lille OSC            | Francia | 1978-1983 |
| Toulouse FC          | Francia | 1983-1988 |

### Como entrenador
| Equipo                                      | País    | Año       |
| ------------------------------------------- | ------- | --------- |
| INSEP                                       | Francia | 1988-1990 |
| Selección nacional (entrenador de porteros) | Francia | 1990-1998 |
| París Saint-Germain (asistente)             | Francia | 1998-1999 |
| París Saint-Germain                         | Francia | 1999-2001 |
| Rennes                                      | Francia | 2002      |
| Selección nacional sub-16                   | Francia | 2003      |
| Selección nacional sub-17                   | Francia | 2003-2004 |
| Selección nacional sub-18                   | Francia | 2004-2005 |
| Selección nacional sub-19                   | Francia | 2005-2007 |
| Selección nacional sub-16                   | Francia | 2007-2008 |
| Selección nacional sub-17                   | Francia | 2008-2009 |
| Selección nacional sub-18                   | Francia | 2009-2010 |
| Selección nacional sub-19                   | Francia | 2010-2011 |
| Selección nacional sub-18                   | Francia | 2011      |
| Selección nacional sub-20                   | Francia | 2011-2012 |
| Selección nacional sub-18                   | Francia | 2012-2013 |
| Selección nacional (femenil)                | Francia | 2013-2016 |

## Palmarés

### Como jugador

#### Copas internacionales
| Título   | Equipo  | Sede    | Año  |
| -------- | ------- | ------- | ---- |
| Eurocopa | Francia | Francia | 1984 |

### Como entrenador

#### Copas internacionales
| Título                                 | Equipo         | Sede    | Año  |
| -------------------------------------- | -------------- | ------- | ---- |
| Campeonato de Europa Sub-17 de la UEFA | Francia sub-17 | Francia | 2004 |

### Como entrenador de porteros

#### Copas internacionales
| Título                 | Equipo  | Sede    | Año  |
| ---------------------- | ------- | ------- | ---- |
| Copa Mundial de Fútbol | Francia | Francia | 1998 |